# 3-ميثيل البيريدين
3-ميثيل البيريدين (كما يعرف بالاسم الشائع 3-بيكولين) هو مركب كيميائي عضوي له الصيغة C6H7N، ويوجد على شكل سائل عديم اللون.

## التحضير
يحضر 3-ميثيل البيريدين من تفاعل الأكرولين مع الأمونياك؛ ولكن يمكن أن تتم عملية التحضير بشكل أكثر كفاءة بوجود البروبانال.

## الخواص
يوجد المركب في الشروط القياسية على شكل سائل عديم اللون، وهو قابل للامتزاج مع الماء. يعد 3-ميثيل البيريدين من الملوثات البيئية، حيث يترافق وجوده مع عمليات الحصول على الوقود الأحفوري، وخاصة الفحم والصخر الزيتي. إلا أن المركب قابل للتحلل الحيوي، ولكن بشكل أبطأ من مصاوغيه 2-ميثيل البيريدين و4-ميثيل البيريدين.

## الاستخدامات
يستخدم المركب في تحضير المبيد الحشري كلوربيريفوس.

## اقرأ أيضاً
- كلوريد سيتيل البيريدينيوم